# 马尔代夫经济
马尔代夫在古代时以海螺、椰壳绳、干金枪鱼（马尔代夫鱼）、龙涎香（maavaharu）和海椰子（tavakkaashi）闻名。马尔代夫本地和外国的商船经常装载这些产品运往国外。
马尔代夫目前为混合经济，旅游业、渔业和航运业是马尔代夫的经济支柱，马尔代夫的经济得益于其具有战略意义的地理位置，供应中国能源所需资源的重要海上航线就靠近马尔代夫。因此中国一直利用其经济资源加强对马尔代夫政府的影响力。
旅游业是马尔代夫的第一大产业，占其国内生产总值的28%，以及外汇收入的60%以上。旅游业推动了马尔代夫人均GDP的增长，马尔代夫的人均GDP在1980年代增长了265%，1990年代增长了115%。马尔代夫政府超过90%的税收来自进口关税以及与旅游业相关的税收。
渔业是马尔代夫的第二大产业。1989年马尔代夫政府实施经济改革，取消了鱼产品的进口配额，并向私营部门开放了部分出口权。此后马尔代夫进一步放宽了相关法律，允许更多外国投资。
农业和制造业在马尔代夫的经济中处于次要位置，因为受到可耕地有限和国内劳动力短缺的制约。马尔代夫的大多数主食依赖进口。
马尔代夫的工业部门主要有成衣制造、造船和手工艺品。工业约占马尔代夫GDP的18%。马尔代夫政府担心土壤侵蚀和全球气候变暖会给这个低洼国家带来影响。
马尔代夫全国有1190个岛屿，只有198个岛有人居住。马尔代夫的人口分散在全国各地，人口最多的地方在首都马累。马累居民面临饮用水短缺和可耕地不多，交通拥堵的问题。
旅游业及其配套的第三产业，如交通运输、物流、房地产、建筑和政府服务带动了马尔代夫的基础设施发展。旅游业的税收被用于基础设施建设，提升农业部门的技术水平。

## 宏观经济趋势
国际货币基金组织按市场价格估算的马尔代夫国内生产总值，单位为百万拉菲亚。

| 年     | 国内生产总值 | 美元汇率     | 人均收入（对比美国收入的百分比） |
| ------ | ------------ | ------------ | -------------------------------- |
| 1980年 | 440          | 7.58 卢非亚  | 3.11%                            |
| 1985年 | 885          | 7.08 卢非亚  | 3.85%                            |
| 1990年 | 2,054        | 9.55 卢非亚  | 4.34%                            |
| 1995年 | 4,696        | 11.76 卢非亚 | 6.29%                            |
| 2000年 | 7,348        | 11.77卢非亚  | 6.77%                            |
| 2005年 | 10,458       | 12.80 卢非亚 | 5.33%                            |
| 2011年 | 10,458       | 15.40 卢非亚 | 7.43%                            |

马尔代夫近年来通货膨胀率相对较低。1980年代马尔代夫的国内生产总值实际增长率平均约为10%。1990年的增长率很高，达16.2%，到了1993年下降至4%。1995至2004年，国内生产总值实际年均增长率略高于7.5%。2005年因为南亚海啸的原因，马尔代夫的国内生产总值收缩约5.5%；2006年马尔代夫经济恢复增长，增长了13%。
马尔代夫1980年至2020年的主要经济指标。
| 年                                  | 1980  | 1985   | 1990  | 1995   | 2000   | 2005   | 2010   | 2015   | 2020   |
| ----------------------------------- | ----- | ------ | ----- | ------ | ------ | ------ | ------ | ------ | ------ |
| 国内生产总值（美元 购买力平价）     | 2.4亿 | 5.1亿  | 8亿   | 12.4亿 | 20.1亿 | 28.6亿 | 46.5亿 | 76.3亿 | 72.7亿 |
| 人均国内生产总值（美元 购买力平价） | 1,599 | 2,791  | 3,768 | 5,090  | 7,444  | 9,732  | 14,528 | 21,931 | 19,222 |
| 通货膨胀率                          | 27.9% | -9.16% | 15.5% | 5.49%  | −1.18% | 2.46%  | 6.15%  | 1.37%  | -1.59% |
| 政府债务（占GDP百分比）             | ...   | ...    | ...   | ...    | 39%    | 43%    | 53%    | 55%    | 146%   |

## 经济部门

### 工业
工业部门的生产总值仅占国内生产总值7%左右。传统工业有造船和手工艺品，现代化工业有几家金枪鱼罐头厂、五家服装厂、一家瓶装厂以及首都的几家生产PVC管、肥皂、家具和食品的企业。

### 航运
1990年代起，亚洲开发银行向马尔代夫提供了超过1000万英镑的贷款，用于升级马累港的基础设施。亚洲开发银行指，因为马尔代夫获得他们的贷款，所以1991年至2011年马累港的货物吞吐量达到每年27.3万吨。2011年马累港的货物吞吐量达到100万吨。亚洲开发银行还为港口管理人员供培训，用以帮助提升港口的运作效率。马尔代夫政府和亚洲开发银行在一份联合报告指，船舶的周转时间得到改进，1991年需要10天左右的周转时间，到1997年需要3.8天，到了2014只需2.6天左右。

## 能源
历史上马尔代夫的能源供应完全依赖柴油发电，但是因为柴油价格昂贵，近年来太阳能逐渐普及。马尔代夫南阿里环礁的一家度假村称他们已安装了世界上最大的海上浮动太阳能发电站，装机容量为678千瓦，可以满足用电高峰时的需求。马尔代夫环境部已在外岛安装了混合能源系统（太阳能–电池–柴油），可以减少对进口柴油的补贴，也可以满足低碳需求以及让马尔代夫能源独立。